# Torcy-le-Petit (Aube)
Torcy-le-Petit település Franciaországban, Aube megyében. Lakosainak száma 72 fő (2022. január 1.). Torcy-le-Petit Le Chêne, Saint-Nabord-sur-Aube, Saint-Remy-sous-Barbuise, Torcy-le-Grand és Vinets községekkel határos.

## Népesség
A település népessége az elmúlt években az alábbi módon változott:
| Lakosok száma | 60   | 65   | 86   | 80   | 80   | 81   | 82   | 80   | 77   | 72   |
|               | 1968 | 1982 | 1990 | 2006 | 2013 | 2015 | 2017 | 2019 | 2020 | 2022 |